# Sur sanga tero
Sur sanga tero (Du sang sur la terre) est un roman de Julio Baghy originellement écrit en espéranto et publié en 1933.
Cet ouvrage fait partie de la liste des lectures de base en espéranto compilée par William Auld.